# Riksmötet 1994/1995
Riksmötet 1994/95 var Sveriges riksdags verksamhetsår 1994–1995. Det pågick från riksmötets öppnande den 3 oktober 1994 till riksmötets avslutning den 15 juni 1995.
Riksdagens talman under riksmötet 1994/95 var Birgitta Dahl (S).